# Adelia cinerea
Adelia cinerea là một loài thực vật có hoa trong họ Đại kích. Loài này được (Wiggins & Rollins) A.Cerv., V.W.Steinm. & Flores Olv. mô tả khoa học đầu tiên năm 2003.